# Андриевская, Александра Алексеевна
Александра Алексеевна Андриевская (укр. Олександра Олексіївна Андрієвська; 7 мая 1900, Одесса — 31 июля 1982, Киев) — советский украинский филолог-романист (специалист по французскому языку), лексиколог, психолог. Кандидат психологических наук (1927), доктор филологических наук (1970), профессор (1971).

## Биография
Окончила Киевский университет в 1922 году и аспирантуру при педагогической кафедре Института социального обеспечения. Работала на дефектологическому факультете в Институте труда, с 1937 года работает в Киевском университете. Была преподавателем французского языка на романо-германском факультете, одновременно заведовала французской секцией государственных курсов иностранных языков. С 1944 года доцент, с 1971 по 1981 годы профессор кафедры французского языка. Изучала лексику, синтаксис и стилистику французского языка.

## Научные работы
- Французько-український словник. К., 1955 (соавторство);
- Cours de lexicologie française. К., 1958;
- Précis de syntaxe française. К., 1962;
- Українсько-французький словник. К., 1963 (соавторство);
- Несобственно прямая речь в современной французской художественной прозе. К., 1970;
- Syntaxe du français moderne. К., 1973.